# Viger
Viger é uma comuna francesa na região administrativa de Occitânia, no departamento dos Altos Pirenéus. Estende-se por uma área de 3,37 km². Em 2010 a comuna tinha 146 habitantes (densidade: 43,3 hab./km²).